# Rhimphoctona separata
Rhimphoctona separata är en stekelart som först beskrevs av Henry Lorenz Viereck 1925.  Rhimphoctona separata ingår i släktet Rhimphoctona och familjen brokparasitsteklar. Inga underarter finns listade i Catalogue of Life.